# First Win
O First Win é uma família de veículos blindados de transporte de pessoal multifunções com resistência a emboscadas (em inglês: Mine-Resistant Ambush Protected ou MRAP) desenvolvidos pela Chaiseri, Tailândia.

## Descrição
Proteção

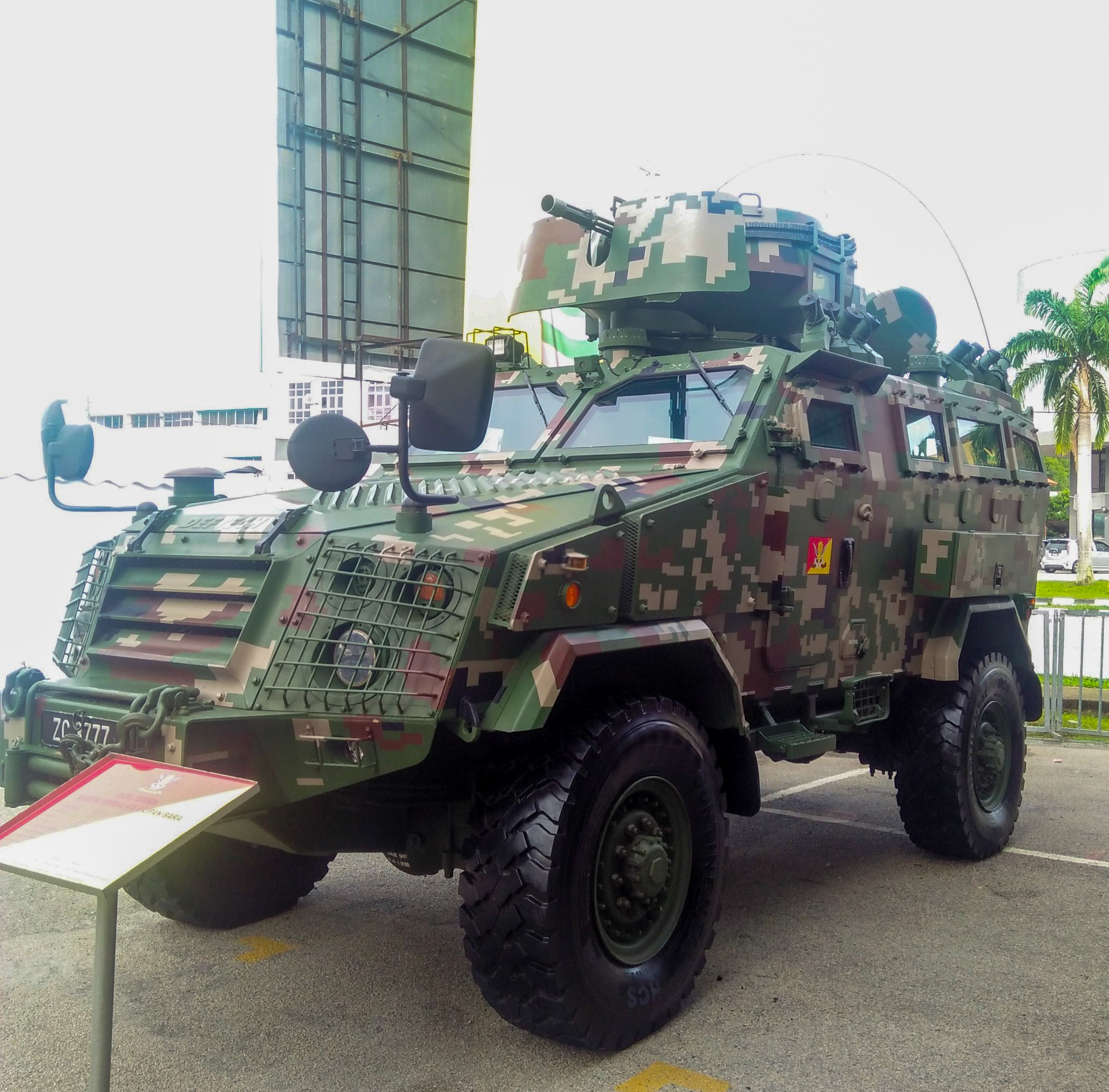
Exibição de um AV4 Lipanbara com uma metralhadora rotatória M134D-H do Exército da Malásia

A sua resistência antiemboscadas conta com um casco em V e um chassi do tipo monocoque, do qual fornece resistência equivalente a STANAG 4569 nível 3 contra explosivos de 8 kg, se embaixo do veículo, e 10 kg no nível 4, se embaixo das rodas.
Mobilidade
Capaz de atingir velocidades que vão até 110 km/h e com um alcance operacional de 600 km na velocidade econômica, as suas rodas são capazes de passar por obstáculos verticais de meio metro, cruzar trincheiras de 0,9 m de largura e atravessar águas de 1 m de profundidade.
Pode ser transportado por aviões de carga C-130 Hercules ou A400M, citando que a variante ALV não requer preparação para embarque, supercargueiros Ro-Ro e comboios.

## Variantes
First Win, modelo original e presente em várias variantes para diversas utilidades:
- APC: (Armored Personel Carrier) veículo blindado de transporte de pessoal ou VBTP com capacidade para 11 tripulantes, incluindo o motorista.
- AFV: (Armored Fighting Vehicle) veículo de infantaria equipado com um sistema de arma remota e capacidade para 9 tripulantes.[14]
- ATV: (Armored Tatical Vehicle) versão tática equipada com uma metralhadora padrão e capacidade para 11 tripulantes.[15]
- AAV: (Armored Ambulance Vehicle) ambulância blindada, a plataforma First Win II tem uma variante do mesmo tipo.
- ARV: (Armored Reconnaissance Vehicle) variante para reconhecimento.
- ALV: (Armored Light Vehicle) concebido para ser transportado pelos C-130 da Força Aérea Real Tailandesa sem necessidade de preparação e possui capacidade para 10 tripulantes.[16]

First Win II, versão melhorada com capacidade para 11 tripulantes e presente nas seguintes versões:
- APC: (Armored Personel Carrier)

- AFV: (Armored Fighting Vehicle)

- AAV: (Armored Ambulance Vehicle) ambulância blindada, semelhante à do First Win "base".
- AFOV: (Armored Forward Observation Vehicle) veículo blindado de observação.

Estrangeiras:
- AV4 Lipan Bara: Variante da Malásia e com produção local pela DefTech.[18]
- Hanoman(indonésico) ou Hanuman(português): Variante da Indonésia.[19]

## Operadores
- Tailândia:
  - Forças Armadas da Tailândia
- Malásia:

Atuais operadores do First Win (azul)

  - Exército da Malásia - 20 unidades ativas. Primeiras 6 produzidas pela Chaiseri e restantes montadas localmente pela Deftech com o nome AV4 ou Lipanbara.[20]
- Indonésia:
  - Exército da Indonésia - Opera a versão Hanoman.[21]
- Butão: 
  - Polícia Real do Butão - 10 First Win ATV 4x4 entregues pelo Ministério da Defesa Tailandês, em 27 de maio de 2024, durante uma cerimônia solene.[22]